# 長野県道212号杉島市野瀬線
長野県道212号杉島市野瀬線（ながのけんどう212ごう すぎしまいちのせせん）は、長野県伊那市を通る一般県道。

## 概要

### 路線データ
- 起点：伊那市大字杉島
- 終点：伊那市大字市野瀬（国道152号交点）

## 交差する道路
- 国道152号（終点）

## 周辺
- 小瀬戸峡
- 秋葉街道・市野瀬宿